# Томпсон, Дейли
Фрэнсис Морган Айоделе (Дейли) Томпсон (нем. Francis Morgan Ayodélé "Daley" Thompson; род. 30 июля 1958[…], Лондон) — британский легкоатлет, специалист по многоборьям. Выступал за сборные Англии и Великобритании по лёгкой атлетике в 1976—1992 годах, двукратный олимпийский чемпион, чемпион мира, двукратный чемпион Европы, трёхкратный чемпион Игр Содружества, рекордсмен мира в десятиборье. Менее известен как футболист, игрок клубов «Мансфилд Таун», «Стивенидж», «Илкестон».

## Биография
Дейли Томпсон родился 30 июля 1958 года в Ноттинг-Хилле, Лондон. Его отец — британец нигерийского происхождения, а мать — шотландка. Учился в школе-интернате в Западном Суссексе, задумывался о карьере профессионального футболиста, но в конечном счёте пришёл в лёгкую атлетику.
В 1975 году вернулся в Лондон и присоединился к легкоатлетическому клубу Newham and Essex Beagles, изначально специализировался на спринте, позже по совету тренера Боба Мортимера стал осваивать десятиборье.
В 1976 году выиграл чемпионат Англии в десятиборье и благодаря череде удачных выступлений удостоился права защищать честь страны на летних Олимпийских играх в Монреале, где по сумме всех дисциплин занял итоговое 18-е место.
На юниорском европейском первенстве 1977 года в Донецке был лучшим в программе десятиборья.
В 1978 году одержал победу на Играх Содружества в Эдмонтоне и стал серебряным призёром на чемпионате Европы в Праге.
В 1980 году на соревнованиях в Австрии установил мировой рекорд в десятиборье (8648). На Олимпийских играх в Москве превзошёл всех своих соперников и завоевал золотую медаль.
В сезоне 1982 года дважды улучшал мировой рекорд, доведя его до 8774 очка. Победил на Играх Содружества в Брисбене и на чемпионате Европы в Афинах.
В 1983 году на впервые проводившемся чемпионате мира в Хельсинки добавил в послужной список ещё одну награду золотого достоинства. Таким образом, Томпсон стал первым в истории легкоатлетом, одновременно являвшимся олимпийским чемпионом, чемпионом мира, чемпионом своего континента и чемпионом Игр Содружества.
В 1984 году победил на Олимпийских играх в Лос-Анджелесе и улучшил мировой рекорд до 8847 очков.
На чемпионате Европы 1986 года в Штутгарте выиграл десятиборье и взял бронзу в эстафете 4×100 метров, тогда как на Играх Содружества в Эдинбурге в тех же дисциплинах занял первое и второе места соответственно.
В дальнейшем результаты Томпсона пошли на спад, на Олимпийских играх 1988 года в Сеуле он уже не смог попасть в число призёров, став четвёртым из-за неудачного выступления в последнем виде программы — беге на 1500 метров, а в 1992 году из-за череды травм вынужден был завершить спортивную карьеру.
После ухода из лёгкой атлетики в 1990-х годах проявил себя в футболе, выступал за такие клубы как «Мансфилд Таун», «Стивенидж», «Илкестон». Работал тренером по физподготовке в клубах «Уимблдон» и «Лутон Таун».
За выдающиеся спортивные достижения в 2000 году награждён орденом Британской империи в степени командора.

### Интересные факты
Имя Дейли Томпсона официально используется в названии трёх компьютерных игр, выпущенных компанией Ocean Software: Daley Thompson's Decathlon, Daley Thompson's Supertest и Daley Thompson's Olympic Challenge.